# Julie Houmann
Julie Houmann, née le 22 novembre 1979 à Rønne, est une joueuse danoise de badminton.

## Carrière
Elle est médaillée d'argent en double mixte avec Mads Pieler Kolding aux Championnats d'Europe de badminton 2012 et médaillée de bronze en double mixte avec Anders Kristiansen  aux Championnats d'Europe de badminton 2014.